# متن

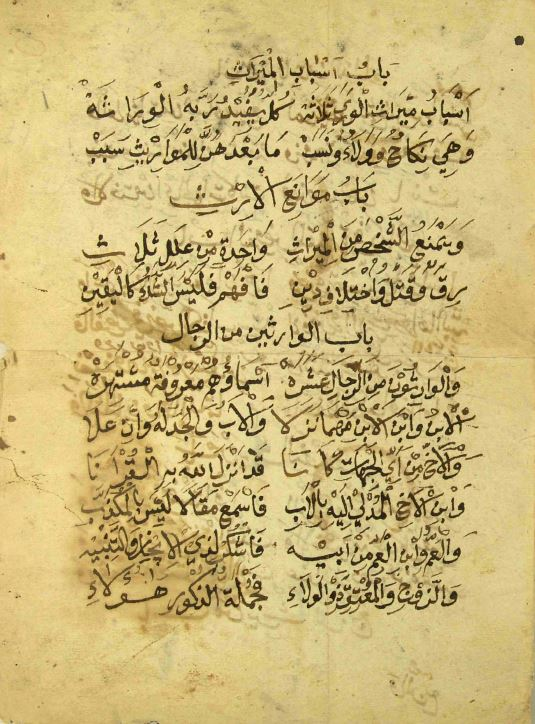
مثال من متن الرحبية

المَتْن يدل على صلابة في الشيء مع امتداد وطول، قاله ابن فارس.
تعريفها اصطلاحاً: مبادئ فن من الفنون تكثف في رسائل صغيرة غالبا وهي تخلو في العادة من كل مايؤدي إلى الاستطراد أو التفصيل كالشواهد والأمثلة إلا في حدود الضرورة.
ويعد المتون أقل ألفاظا الأحسن في ذاتها والأكثر قبولا عند الدارسين.
منظومات ومنثورات في شتى العلوم الشرعية واللغوية وغيرها وتكون غالبًا مختصرة ويقصد بها الحفظ.

## أمثلة
- في العقيدة: العقيدة الطحاوية، جوهرة التوحيد.
- وفي الفقه الشافعي: سفينة النجاة، متن أبي شجاع.
- وفي أصول الفقه الحنبلي: مختصر التحرير لابن النجار الفتوحي.
- وفي النحو: الآجرومية، ألفية ابن مالك وملحة الإعراب للحريري وغيرها.
- وفي علم الفرائض: بغية الباحث عن جُمل الموارث (متن الرحبية).
- في علم التجويد: تحفة الأطفال لمحمد بن سليمان الجمزوري، المقدمة الجزرية.

## وصلات خارجية
- موقع روائع المتون العلمية